# Fußball-Club Bayern München 1967-1968
Questa voce raccoglie le informazioni riguardanti il Fußball-Club Bayern München nelle competizioni ufficiali della stagione 1967-1968.

## Stagione
In questa stagione il Bayern partecipa alla Coppa delle Coppe da campione in carica, ed arriva alle semifinali; viene qui eliminato dai futuri campioni del Milan di Nereo Rocco, che vincono 2-0 a Milano e pareggiano 0-0 in Germania. Sul fronte nazionale, invece, i bavaresi arrivano alle semifinali della coppa di Germania, dove vengono sconfitti dal Bochum; in Bundesliga, infine, la squadra ottiene il quinto posto finale.

## Rosa
| N. |                     | Ruolo | Calciatore               |
| -- | ------------------- | ----- | ------------------------ |
|    | Germania (bandiera) | P     | Fritz Kosar              |
|    | Germania (bandiera) | P     | Sepp Maier               |
|    | Germania (bandiera) | D     | Peter Kupferschmidt      |
|    | Germania (bandiera) | D     | Hans Nowak               |
|    | Germania (bandiera) | D     | Werner Olk               |
|    | Germania (bandiera) | D     | Hans Rigotti             |
|    | Germania (bandiera) | D     | Hans-Georg Schwarzenbeck |
|    | Germania (bandiera) | D     | Herbert Stöckl           |
|    | Germania (bandiera) | C     | Franz Beckenbauer        |
|    | Germania (bandiera) | C     | Karl Deuerling           |
|    | Germania (bandiera) | C     | Dieter Koulmann          |

| N. |                     | Ruolo | Calciatore        |
| -- | ------------------- | ----- | ----------------- |
|    | Germania (bandiera) | C     | Rainer Ohlhauser  |
|    | Germania (bandiera) | C     | Franz Roth        |
|    | Germania (bandiera) | C     | Helmut Schmidt    |
|    | Germania (bandiera) | C     | Klaus Walleitner  |
|    | Germania (bandiera) | C     | Peter Werner      |
|    | Germania (bandiera) | A     | Dieter Brenninger |
|    | Germania (bandiera) | A     | Wolfgang Comploy  |
|    | Germania (bandiera) | A     | Gustav Jung       |
|    | Germania (bandiera) | A     | Gerd Müller       |
|    | Germania (bandiera) | A     | Rudolf Nafziger   |
|    | Germania (bandiera) | A     | Horst Schauß      |

## Maglie e sponsor
|  | Casa |  | Trasferta |  |

## Organigramma societario
Area direttiva
- Presidente:  Wilhelm Neudecker

Area tecnica
- Allenatore: Zlatko Čajkovski
- Allenatore in seconda:
- Preparatore dei portieri:
- Preparatori atletici:

## Calciomercato

### Sessione estiva
| Acquisti | Acquisti       | Acquisti           | Acquisti |
| R.       | Nome           | da                 | Modalità |
| -------- | -------------- | ------------------ | -------- |
| C        | Zvonko Bego    | Hajduk Spalato     |          |
| A        | Horst Schauß   | Saarbrücken        |          |
| D        | Herbert Stöckl | SV Helios-Daglfing |          |

| Cessioni | Cessioni         | Cessioni                | Cessioni |
| R.       | Nome             | a                       | Modalità |
| -------- | ---------------- | ----------------------- | -------- |
| C        | Jakob Drescher   | Eintracht Bad Kreuznach |          |
| C        | Rudolf Grosser   | Young Boys              |          |
| D        | Adolf Kunstwadl  | Wacker Monaco           |          |
| A        | Günther Nasdalla | Fortuna Düsseldorf      |          |
| A        | Anton Vučkov     | PEC Zwolle              |          |
| P        | Gerhard Welz     | Saarbrücken             |          |

### Sessione invernale
| Acquisti | Acquisti | Acquisti | Acquisti |
| R.       | Nome     | da       | Modalità |
| -------- | -------- | -------- | -------- |

| Cessioni | Cessioni    | Cessioni | Cessioni |
| R.       | Nome        | a        | Modalità |
| -------- | ----------- | -------- | -------- |
| C        | Zvonko Bego | Twente   |          |

## Risultati

### Bundesliga

#### Girone di andata
| Arbitro: | Schulenburg |

|  |           |                                                              |
|  | Marcatori | 22’ Roth 61’ (aut.) Hermandung 74’ Ohlhauser 82’ Beckenbauer |

| Arbitro: | Weyland |

|          |           |  |
| Roth 83’ | Marcatori |  |

| Arbitro: | Redelfs |

|  |           |                        |
|  | Marcatori | 51’ Rühl 59’, 89’ Löhr |

| Arbitro: | Ohmsen |

|                                                         |           |                              |
| Emmerich 16’, 21’, 59’ Assauer 57’ Wosab 62’ Libuda 90’ | Marcatori | 14’, 44’ Jung 52’ Brenninger |

| Arbitro: | Regely |

|                             |           |  |
| Ohlhauser 31’, 83’ Jung 50’ | Marcatori |  |

| Arbitro: | Radermacher |

|                  |           |            |
| Gayer 52’ (rig.) | Marcatori | 76’ Schauß |

| Arbitro: | Weyland |

|                |           |  |
| Brenninger 86’ | Marcatori |  |

| Arbitro: | Fritz |

|                        |           |                                          |
| Huberts 1’ Schämer 36’ | Marcatori | 21’ (rig.) Müller 43’ Ohlhauser 80’ Roth |

| Arbitro: | Linn |

|                                    |           |                   |
| Ohlhauser 14’ Müller 34’ Nowak 40’ | Marcatori | 69’ (rig.) Netzer |

| Arbitro: | Thier |

|          |           |  |
| Maas 80’ | Marcatori |  |

| Arbitro: | Biwersi |

|                            |           |                      |
| Ohlhauser 37’ Koulmann 87’ | Marcatori | 26’ Kohlars 83’ Heiß |

| Arbitro: | Deuschel |

|  |           |               |
|  | Marcatori | 54’ Ohlhauser |

| Arbitro: | Hennig |

|                                                |           |            |
| Ohlhauser 62’ Müller 74’ (rig.) Brenninger 87’ | Marcatori | 64’ Köppel |

| Arbitro: | Eschweiler |

|                                               |           |                    |
| Höttges 15’ (rig.), 87’ (rig.) Görts 50’, 81’ | Marcatori | 26’ (aut.) Höttges |

| Arbitro: | Schmidt |

|                                                  |           |              |
| Beckenbauer 26’, 90’ Koulmann 76’ Brenninger 84’ | Marcatori | 6’ Kentschke |

| Arbitro: | Malka |

|                                                       |           |                                |
| Strehl 26’ Volkert 27’ Brungs 37’, 51’, 57’, 62’, 74’ | Marcatori | 72’ Müller 77’, 89’ Brenninger |

| Arbitro: | Seekamp |

|  |           |                                         |
|  | Marcatori | 15’ Kostedde 27’ Lehmann 35’, 72’ Gecks |

#### Girone di ritorno
| Arbitro: | Biwersi |

|                                    |           |                |
| Müller 10’, 33’, 52’ Ohlhauser 77’ | Marcatori | 34’ Hermandung |

| Arbitro: | Hennig |

|                         |           |            |
| Rodekamp 6’ Poulsen 57’ | Marcatori | 89’ Müller |

| Arbitro: | Schulenburg |

|                               |           |                                     |
| Löhr 40’, 75’ (rig.) Rühl 45’ | Marcatori | 15’, 25’ Koulmann 56’ (rig.) Müller |

| Arbitro: | Ohmsen |

|                 |           |  |
| Müller 24’, 44’ | Marcatori |  |

| Arbitro: | Horstmann |

|  |           |                          |
|  | Marcatori | 80’ Ohlhauser 82’ Müller |

| Arbitro: | Voß |

|                                               |           |  |
| Müller 23’ Ohlhauser 72’, 82’ Beckenbauer 78’ | Marcatori |  |

| Arbitro: | Niemeyer |

|                       |           |          |
| Dörfel 20’ Seeler 61’ | Marcatori | 75’ Roth |

| Arbitro: | Radermacher |

|                          |           |  |
| Müller 70’, 74’ Jung 78’ | Marcatori |  |

| Arbitro: | Herden |

|                   |           |            |
| Netzer 39’ (rig.) | Marcatori | 31’ Müller |

| Arbitro: | Siepe |

|                               |           |  |
| Ohlhauser 53’, 84’ Müller 88’ | Marcatori |  |

| Arbitro: | Tschenscher |

|                                 |           |                     |
| Heiß 17’ Perušić 28’ Bründl 58’ | Marcatori | 75’ Roth 77’ Müller |

| Arbitro: | Fritz |

|                              |           |  |
| Ohlhauser 62’ Brenninger 75’ | Marcatori |  |

| Arbitro: | Niemeyer |

|                                  |           |  |
| Gress 15’ Haug 71’ Handschuh 78’ | Marcatori |  |

| Arbitro: | Weyland |

|                    |           |                                        |
| Ohlhauser 46’, 62’ | Marcatori | 16’ Danielsen 84’ Steinmann 90’ Lorenz |

| Arbitro: | Schulenburg |

|                               |           |                             |
| Roggensack 30’ Windhausen 50’ | Marcatori | 43’ Brenninger 70’ Koulmann |

| Arbitro: | Ott |

|  |           |                       |
|  | Marcatori | 29’ Brungs 39’ Strehl |

| Arbitro: | Schulz |

|                           |           |                                     |
| Gecks 13’, 34’ Pavlić 80’ | Marcatori | 3’, 39’ Ohlhauser 48’ (rig.) Müller |

### Coppa di Germania
| Arbitro: | Heumann |

|           |           |                                              |
| Braun 58’ | Marcatori | 64’, 109’ Müller 108’ (aut.) Eberl 115’ Roth |

| Arbitro: | Ott |

|                                          |           |              |
| Ohlhauser 18’ Roth 41’ Müller 60’ (rig.) | Marcatori | 53’ Kowalski |

| Arbitro: | Thier |

|                          |           |           |
| Ohlhauser 20’ Müller 33’ | Marcatori | 2’ Brungs |

| Arbitro: | Ohmsen |

|                     |           |               |
| Jansen 5’ Balte 56’ | Marcatori | 90’ Ohlhauser |

### Coppa delle Coppe
| Arbitro: | Dagnall |

|                                                                   |           |  |
| Müller 13’ (rig.), 46’ Kupferschmidt 25’ Beckenbauer 32’ Jung 57’ | Marcatori |  |

| Arbitro: | Colling |

|                 |           |                        |
| Kalaitzidis 68’ | Marcatori | 8’ Müller 89’ Koulmann |

| Arbitro: | Howley |

|                                                                      |           |                    |
| Müller 8’, 59’, 89’ (rig.) Brenninger 20’ Ohlhauser 27’ Nafziger 50’ | Marcatori | 7’ Pedras 81’ Tomé |

| Arbitro: | Barde |

|            |           |               |
| Pedras 68’ | Marcatori | 75’ Ohlhauser |

| Arbitro: | Kitabdjian |

|          |           |                   |
| Vilar 6’ | Marcatori | 77’ (aut.) Mestre |

| Arbitro: | Dagnall |

|           |           |  |
| Müller 3’ | Marcatori |  |

| Arbitro: | García |

|                       |           |  |
| Sormani 51’ Prati 74’ | Marcatori |  |

| Monaco di Baviera 8 maggio 1968, ore CET Semifinale | Bayern Monaco | 0 – 0 referto | Milan | Stadion an der Grünwalder Straße (39 061 spett.)\| Arbitro: \| Dienst \| |
| Arbitro:                                            | Dienst        |               |       |                                                                          |

## Statistiche

### Statistiche di squadra
| Competizione      | Punti | In casa | In casa | In casa | In casa | In casa | In casa | In trasferta | In trasferta | In trasferta | In trasferta | In trasferta | In trasferta | Totale | Totale | Totale | Totale | Totale | Totale | DR  |
| Competizione      | Punti | G       | V       | N       | P       | Gf      | Gs      | G            | V            | N            | P            | Gf           | Gs           | G      | V      | N      | P      | Gf     | Gs     | DR  |
| ----------------- | ----- | ------- | ------- | ------- | ------- | ------- | ------- | ------------ | ------------ | ------------ | ------------ | ------------ | ------------ | ------ | ------ | ------ | ------ | ------ | ------ | --- |
| Bundesliga        | 38    | 17      | 12      | 1       | 4       | 37      | 18      | 17           | 4            | 5            | 8            | 31           | 40           | 34     | 16     | 6      | 12     | 68     | 58     | +10 |
| Coppa di Germania | -     | 2       | 2       | 0       | 0       | 5       | 2       | 2            | 1            | 0            | 1            | 5            | 3            | 4      | 3      | 0      | 1      | 10     | 5      | +5  |
| Coppa delle coppe | -     | 4       | 3       | 1       | 0       | 12      | 2       | 4            | 1            | 2            | 1            | 4            | 5            | 8      | 4      | 3      | 1      | 16     | 7      | +9  |
| Totale            | 38    | 23      | 17      | 2       | 4       | 54      | 22      | 23           | 6            | 7            | 10           | 40           | 48           | 46     | 23     | 9      | 14     | 94     | 70     | +24 |

### Andamento in campionato
| Giornata  | 1 | 2 | 3 | 4 | 5 | 6 | 7 | 8 | 9 | 10 | 11 | 12 | 13 | 14 | 15 | 16 | 17 | 18 | 19 | 20 | 21 | 22 | 23 | 24 | 25 | 26 | 27 | 28 | 29 | 30 | 31 | 32 | 33 | 34 |
| --------- | - | - | - | - | - | - | - | - | - | -- | -- | -- | -- | -- | -- | -- | -- | -- | -- | -- | -- | -- | -- | -- | -- | -- | -- | -- | -- | -- | -- | -- | -- | -- |
| Luogo     | T | C | C | T | C | T | C | T | C | T  | C  | T  | C  | T  | C  | T  | C  | C  | T  | T  | C  | T  | C  | T  | C  | T  | C  | T  | C  | T  | C  | T  | C  | T  |
| Risultato | V | V | P | P | V | N | V | V | V | P  | N  | V  | V  | P  | V  | P  | P  | V  | P  | N  | V  | V  | V  | P  | V  | N  | V  | P  | V  | P  | P  | N  | P  | N  |
| Posizione | 1 | 1 | 5 | 8 | 7 | 8 | 6 | 3 | 2 | 3  | 2  | 2  | 2  | 2  | 2  | 2  | 5  | 3  | 6  | 4  | 3  | 3  | 2  | 3  | 3  | 3  | 2  | 2  | 2  | 3  | 4  | 4  | 4  | 5  |

Legenda:

Luogo: C = Casa; T = Trasferta. Risultato: V = Vittoria; N = Pareggio; P = Sconfitta.

### Statistiche dei giocatori
| Giocatore        | Bundesliga | Bundesliga | Bundesliga  | Bundesliga | Coppa di Germania | Coppa di Germania | Coppa di Germania | Coppa di Germania | Coppa delle coppe | Coppa delle coppe | Coppa delle coppe | Coppa delle coppe | Totale   | Totale | Totale      | Totale     |
| Giocatore        | Presenze   | Reti       | Ammonizioni | Espulsioni | Presenze          | Reti              | Ammonizioni       | Espulsioni        | Presenze          | Reti              | Ammonizioni       | Espulsioni        | Presenze | Reti   | Ammonizioni | Espulsioni |
| ---------------- | ---------- | ---------- | ----------- | ---------- | ----------------- | ----------------- | ----------------- | ----------------- | ----------------- | ----------------- | ----------------- | ----------------- | -------- | ------ | ----------- | ---------- |
| F. Beckenbauer   | 28         | 4          | 0           | 0          | 4                 | 0                 | 0                 | 0                 | 7                 | 1                 | 0                 | 0                 | 39       | 5      | 0           | 0          |
| D. Brenninger    | 30         | 8          | 0           | 0          | 3                 | 0                 | 0                 | 0                 | 7                 | 1                 | 0                 | 0                 | 40       | 9      | 0           | 0          |
| W. Comploy       | 0          | 0          | 0           | 0          | 0                 | 0                 | 0                 | 0                 | 0                 | 0                 | 0                 | 0                 | 0        | 0      | 0           | 0          |
| K. Deuerling     | 1          | 0          | 0           | 0          | 0                 | 0                 | 0                 | 0                 | 0                 | 0                 | 0                 | 0                 | 1        | 0      | 0           | 0          |
| G. Jung          | 21         | 4          | 0           | 0          | 4                 | 0                 | 0                 | 0                 | 4                 | 1                 | 0                 | 0                 | 29       | 5      | 0           | 0          |
| F. Kosar         | 0          | 0          | 0           | 0          | 0                 | 0                 | 0                 | 0                 | 0                 | 0                 | 0                 | 0                 | 0        | 0      | 0           | 0          |
| D. Koulmann      | 28         | 5          | 0           | 0          | 2                 | 0                 | 0                 | 0                 | 3                 | 1                 | 0                 | 0                 | 33       | 6      | 0           | 0          |
| P. Kupferschmidt | 33         | 0          | 0           | 0          | 3                 | 0                 | 0                 | 0                 | 8                 | 1                 | 0                 | 0                 | 44       | 1      | 0           | 0          |
| S. Maier         | 34         | 0          | 0           | 0          | 4                 | 0                 | 0                 | 0                 | 8                 | 0                 | 0                 | 0                 | 46       | 0      | 0           | 0          |
| G. Müller        | 34         | 19         | 0           | 0          | 4                 | 4                 | 0                 | 0                 | 8                 | 7                 | 0                 | 0                 | 46       | 30     | 0           | 0          |
| R. Nafziger      | 25         | 0          | 0           | 0          | 1                 | 0                 | 0                 | 0                 | 5                 | 1                 | 0                 | 0                 | 31       | 1      | 0           | 0          |
| H. Nowak         | 14         | 1          | 0           | 0          | 2                 | 0                 | 0                 | 0                 | 3                 | 0                 | 0                 | 0                 | 19       | 1      | 0           | 0          |
| R. Ohlhauser     | 32         | 19         | 0           | 0          | 4                 | 3                 | 0                 | 0                 | 7                 | 2                 | 0                 | 0                 | 43       | 24     | 0           | 0          |
| W. Olk           | 32         | 0          | 0           | 0          | 3                 | 0                 | 0                 | 0                 | 8                 | 0                 | 0                 | 0                 | 43       | 0      | 0           | 0          |
| H. Rigotti       | 0          | 0          | 0           | 0          | 0                 | 0                 | 0                 | 0                 | 0                 | 0                 | 0                 | 0                 | 0        | 0      | 0           | 0          |
| F. Roth          | 32         | 5          | 0           | 0          | 4                 | 2                 | 0                 | 0                 | 7                 | 0                 | 0                 | 0                 | 43       | 7      | 0           | 0          |
| H. Schauß        | 6          | 1          | 0           | 0          | 0                 | 0                 | 0                 | 0                 | 2                 | 0                 | 0                 | 0                 | 8        | 1      | 0           | 0          |
| H. Schmidt       | 3          | 0          | 0           | 0          | 0                 | 0                 | 0                 | 0                 | 0                 | 0                 | 0                 | 0                 | 3        | 0      | 0           | 0          |
| G. Schwarzenbeck | 33         | 0          | 0           | 0          | 4                 | 0                 | 0                 | 0                 | 8                 | 0                 | 0                 | 0                 | 45       | 0      | 0           | 0          |
| H. Stöckl        | 3          | 0          | 0           | 0          | 0                 | 0                 | 0                 | 0                 | 1                 | 0                 | 0                 | 0                 | 4        | 0      | 0           | 0          |
| K. Walleitner    | 0          | 0          | 0           | 0          | 0                 | 0                 | 0                 | 0                 | 0                 | 0                 | 0                 | 0                 | 0        | 0      | 0           | 0          |
| P. Werner        | 7          | 0          | 0           | 0          | 2                 | 0                 | 0                 | 0                 | 2                 | 0                 | 0                 | 0                 | 11       | 0      | 0           | 0          |